# Takeshi Tamiya
Takeshi Tamiya (田宮 武?, Tamiya Takeshi; ...) è un regista e produttore cinematografico giapponese.
Attivo nel campo dell'animazione, Takeshi Tamiya è stato uno dei veterani della Toei Animation, avendo lavorato fin dalla seconda metà degli anni sessanta. Qui ha la possibilità di firmare molti dei grandi successi della Toei anche se collaborandovi in misura differente. Tra le serie che lo vedono impegnato come capo regia vi sono: Cyborg 009 del 1968, L'Uomo Tigre del 1969, Ryu il ragazzo delle caverne del 1972 e Babil Junior del 1973. Come responsabile alla progettazione cura il planning della prima serie di Capitan Harlock del 1978, la seconda serie de L'Uomo Tigre del 1981 e l'anime robotico Gaiking del 1976. Negli anni ottanta il nome di Tamiya è legato soprattutto al ruolo di produttore che ricopre nelle serie Kinnikuman ovvero Ultimate Muscle del 1989.

## Filmografia
- Tigerman, anime (prima serie), 1969, regia generale
- 20.000 leghe sotto i mari, (Kaitei Sanman Mile, 1971) film d'animazione di 60 minuti
- Mazinga Z, anime, 1972, regia (ep.86 e 90)
- Cybernella, anime, 1973, regia generale
- Babil Junior, anime, 1973, regia generale
- Ryu il ragazzo delle caverne, anime, 1973, regia
- Il Grande Mazinga, anime, 1974, regia
- Goldrake, anime, 1975, regia
- Capitan Harlock, anime (prima serie), 1978, pianificazione
- Capitan Jet, anime, 1980, pianificazione
- Tigerman, anime (seconda serie), 1981, pianificazione
- Ultimate Muscle, anime, 1986, produttore